# Phổ biến hạt nhân
Phổ biến hạt nhân là sự lan rộng của vũ khí hạt nhân, vật liệu có thể phân hạch và công nghệ và thông tin hạt nhân áp dụng vũ khí cho các quốc gia không được công nhận là "Các quốc gia vũ khí hạt nhân" Hiệp ước về không phổ biến vũ khí vũ khí hạt nhân, thường được gọi là Hiệp ước không phổ biến vũ khí hoặc NPT. Sự phổ biến đã bị nhiều quốc gia có và không có vũ khí hạt nhân phản đối, vì các chính phủ lo ngại rằng nhiều quốc gia có vũ khí hạt nhân sẽ tăng khả năng chiến tranh hạt nhân (lên đến và bao gồm cả mục tiêu được gọi là "phản đối" của thường dân với vũ khí hạt nhân), làm mất ổn định quan hệ quốc tế hoặc khu vực, hoặc xâm phạm quốc gia chủ quyền của nhà nước s.
Bốn quốc gia ngoài năm quốc gia được công nhận Vũ khí hạt nhân đã có được, hoặc được cho là đã mua, vũ khí hạt nhân: Ấn Độ, Pakistan, Bắc Triều Tiên và Israel. Không ai trong số bốn người này là thành viên của NPT, mặc dù Bắc Triều Tiên đã tham gia NPT năm 1985, sau đó rút vào năm 2003 và tiến hành công bố thử hạt nhân năm 2006, 2009, 2013, 2016 và 2017. Một chỉ trích của NPT là hiệp ước này mang tính phân biệt đối xử theo nghĩa chỉ những quốc gia thử vũ khí hạt nhân trước năm 1968 mới được công nhận là quốc gia có vũ khí hạt nhân trong khi tất cả các quốc gia khác được coi là quốc gia không có vũ khí hạt nhân chỉ có thể tham gia hiệp ước nếu họ mặc vũ khí hạt nhân.
Nghiên cứu phát triển vũ khí hạt nhân ban đầu được thực hiện trong Thế chiến II bởi Hoa Kỳ (hợp tác với Vương quốc Anh và Canada), Đức, Nhật Bản và Liên Xô. Hoa Kỳ là nước đầu tiên và là quốc gia duy nhất sử dụng vũ khí hạt nhân trong chiến tranh, khi nước này sử dụng hai quả bom chống lại Nhật Bản vào tháng 8 năm 1945. Sau khi đầu hàng để kết thúc chiến tranh, Đức và Nhật Bản đã ngừng tham gia vào bất kỳ nghiên cứu vũ khí hạt nhân nào. Vào tháng 8 năm 1949, USSR đã thử vũ khí hạt nhân, trở thành quốc gia thứ hai kích nổ bom hạt nhân. Vương quốc Anh lần đầu tiên thử vũ khí hạt nhân vào tháng 10 năm 1952. Pháp lần đầu tiên thử vũ khí hạt nhân  vào năm 1960. Cộng hòa Nhân dân Trung Hoa đã kích nổ vũ khí hạt nhân vào năm 1964. Ấn Độ đã tiến hành [[Ấn Độ và vũ khí hủy diệt hàng loạt | thử hạt nhân] đầu tiên vào năm 1974, khiến Pakistan bực mình để phát triển [[Pakistan và vũ khí hủy diệt hàng loạt | chương trình hạt nhân] của riêng mình và khi Ấn Độ tiến hành một loạt vụ thử hạt nhân thứ hai vào năm 1998, Pakistan đã thực hiện một loạt các thử nghiệm của riêng mình. Năm 2006, Triều Tiên đã tiến hành thử hạt nhân đầu tiên.

## Nỗ lực không phổ biến
Những nỗ lực ban đầu để ngăn chặn sự phổ biến hạt nhân liên quan đến bí mật của chính phủ, việc mua lại các cửa hàng uranium nổi tiếng trong thời chiến (Ủy thác phát triển kết hợp), và đôi khi thậm chí hoàn toàn phá hoại phá hoại nước nặng | ném bom một cơ sở nước nặng]] được cho là được sử dụng cho một chương trình hạt nhân của Đức. Những nỗ lực này đã bắt đầu ngay sau khi phát hiện ra sự phân hạch hạt nhân và tiềm năng quân sự của nó. Không có nỗ lực nào trong số này được công khai rõ ràng, bởi vì bản thân việc phát triển vũ khí đã được giữ bí mật cho đến khi ném bom xuống Hiroshima.
Những nỗ lực quốc tế nghiêm túc để thúc đẩy không phổ biến hạt nhân đã bắt đầu ngay sau khi Thế chiến II, khi Chính quyền Truman đề xuất Kế hoạch Baruch 
năm 1946, được đặt theo tên Bernard Baruch, đại diện đầu tiên của Hoa Kỳ cho Ủy ban Năng lượng nguyên tử của Liên Hợp Quốc. Kế hoạch Baruch, được rút ra rất nhiều từ [[Báo cáo Acheson Lil Lilienthal] năm 1946, đã đề xuất việc phá hủy và phá hủy kho vũ khí hạt nhân của Hoa Kỳ (lúc đó, là kho vũ khí hạt nhân duy nhất trên thế giới) sau tất cả các chính phủ đã hợp tác thành công để thực hiện hai điều: (1) thành lập "cơ quan phát triển nguyên tử quốc tế", thực sự sẽ sở hữu và kiểm soát tất cả các hoạt động và vật liệu hạt nhân áp dụng của quân đội, và (2) tạo ra một hệ thống trừng phạt tự động, mà thậm chí không phải LHQ Hội đồng Bảo an có thể phủ quyết, và sẽ trừng phạt tương ứng các quốc gia đang cố gắng có được khả năng chế tạo vũ khí hạt nhân hoặc vật liệu phân hạch.
Lời cầu xin của Baruch cho việc phá hủy vũ khí hạt nhân đã gợi lên những trực giác đạo đức và tôn giáo cơ bản. Trong một phần trong bài phát biểu của mình tại Liên Hợp Quốc, Baruch nói: "Đằng sau phần đen của thời đại nguyên tử mới là một niềm hy vọng, với niềm tin, có thể cứu rỗi chúng ta. Nếu chúng ta thất bại, thì chúng ta đã nguyền rủa mọi người Hãy là nô lệ của sự sợ hãi. Chúng ta đừng tự lừa dối mình. Chúng ta phải bầu Hòa bình Thế giới hoặc Phá hủy Thế giới.... Chúng ta phải trả lời khao khát hòa bình và an ninh của thế giới." With this remark, Baruch helped launch the field of nuclear ethics, to which many policy experts and scholars have contributed.
Mặc dù Kế hoạch Baruch được hưởng sự hỗ trợ quốc tế rộng rãi, nhưng nó đã không xuất hiện từ UNAEC vì Liên Xô đã lên kế hoạch phủ quyết nó trong Hội đồng Bảo an. Tuy nhiên, đây vẫn là chính sách chính thức của Mỹ cho đến năm 1953, khi President Eisenhower đưa ra đề nghị "Nguyên tử vì hòa bình" trước Đại hội đồng U.N. Đề xuất của Eisenhower cuối cùng đã dẫn đến việc thành lập Cơ quan năng lượng nguyên tử quốc tế (IAEA) vào năm 1957. Theo chương trình "Nguyên tử vì hòa bình", hàng ngàn nhà khoa học trên khắp thế giới đã được đào tạo về khoa học hạt nhân và sau đó được phái về nhà, nơi nhiều người được giáo dục sau đó theo đuổi các chương trình vũ khí bí mật ở nước họ.
Nỗ lực ký kết thỏa thuận quốc tế nhằm hạn chế sự lan rộng của vũ khí hạt nhân đã không bắt đầu cho đến đầu những năm 1960, sau khi bốn quốc gia (Hoa Kỳ, Liên Xô, Anh và Pháp) đã có được vũ khí hạt nhân (xem [Danh sách các quốc gia với vũ khí hạt nhân]] để biết thêm thông tin). Mặc dù những nỗ lực này đã bị đình trệ vào đầu những năm 1960, nhưng họ đã làm mới một lần nữa vào năm 1964, sau khi Trung Quốc kích nổ vũ khí hạt nhân. Năm 1968, các chính phủ đại diện tại Mười tám Ủy ban giải trừ quân bị quốc gia (ENDC) đã kết thúc đàm phán về văn bản của NPT. Vào tháng 6 năm 1968, Đại hội đồng Hoa Kỳ đã thông qua NPT với Nghị quyết Đại hội đồng 2373 (XXII), và vào tháng 7 năm 1968, NPT đã mở cho chữ ký tại Washington, DC, London và Moscow. NPT có hiệu lực vào tháng 3 năm 1970.
Từ giữa những năm 1970, trọng tâm chính của các nỗ lực không phổ biến là duy trì và thậm chí tăng cường kiểm soát quốc tế đối với vật liệu phân hạch và các công nghệ chuyên dụng cần thiết để chế tạo các thiết bị như vậy bởi vì đây là những bộ phận khó khăn và đắt tiền nhất của một chương trình vũ khí hạt nhân. Các vật liệu chính có thế hệ và phân phối được kiểm soát là rất cao uranium làm giàu và plutonium. Khác với việc mua lại các vật liệu đặc biệt này, các phương tiện khoa học và kỹ thuật để chế tạo vũ khí để phát triển các thiết bị nổ hạt nhân thô sơ, nhưng hoạt động được coi là nằm trong tầm tay của các quốc gia công nghiệp.
Kể từ khi được thành lập bởi Liên Hợp Quốc vào năm 1957, Cơ quan năng lượng nguyên tử quốc tế (IAEA) đã thúc đẩy hai nhiệm vụ, đôi khi trái ngược nhau: một mặt, Cơ quan tìm cách thúc đẩy và truyền bá quốc tế việc sử dụng năng lượng hạt nhân dân sự; mặt khác, nó tìm cách ngăn chặn, hoặc ít nhất là phát hiện sự chuyển hướng năng lượng hạt nhân dân sự sang vũ khí hạt nhân, thiết bị nổ hạt nhân hoặc mục đích không xác định. IAEA hiện vận hành một hệ thống bảo vệ theo quy định tại Điều III của Hiệp ước không phổ biến hạt nhân (NPT) năm 1968, nhằm mục đích đảm bảo rằng các kho dân sự của uranium và plutonium, như cũng như các cơ sở và công nghệ liên quan đến các vật liệu hạt nhân này, chỉ được sử dụng cho mục đích hòa bình và không đóng góp dưới bất kỳ hình thức nào cho các chương trình phổ biến vũ khí hạt nhân. Người ta thường lập luận rằng sự phổ biến vũ khí hạt nhân cho nhiều quốc gia khác đã bị ngăn chặn bởi việc mở rộng các đảm bảo và hiệp ước phòng thủ lẫn nhau cho các quốc gia này, nhưng các yếu tố khác, như uy tín quốc gia, hoặc kinh nghiệm lịch sử cụ thể, cũng đóng một phần trong việc đẩy nhanh hoặc ngừng phổ biến hạt nhân.

## Công nghệ sử dụng kép
Công nghệ sử dụng kép đề cập đến khả năng sử dụng quân sự của công nghệ năng lượng hạt nhân dân sự. Nhiều công nghệ và vật liệu liên quan đến việc tạo ra chương trình năng lượng hạt nhân có khả năng sử dụng kép, trong đó một số giai đoạn của chu trình nhiên liệu hạt nhân cho phép chuyển hướng vật liệu hạt nhân cho vũ khí hạt nhân. Khi điều này xảy ra, một chương trình năng lượng hạt nhân có thể trở thành một tuyến đường dẫn đến bom nguyên tử hoặc một phụ lục công khai cho một chương trình bom bí mật. Cuộc khủng hoảng về Các hoạt động hạt nhân của Iran là một trường hợp điển hình.
Nhiều cơ quan của Liên Hợp Quốc và Hoa Kỳ cảnh báo rằng việc xây dựng nhiều lò phản ứng hạt nhân không thể tránh khỏi làm tăng rủi ro phổ biến hạt nhân. Mục tiêu cơ bản cho an ninh của Mỹ và toàn cầu là giảm thiểu rủi ro phổ biến liên quan đến
mở rộng năng lượng hạt nhân. Nếu sự phát triển này "được quản lý kém hoặc nỗ lực ngăn chặn rủi ro không thành công, tương lai hạt nhân sẽ nguy hiểm". Để các chương trình năng lượng hạt nhân được phát triển và quản lý an toàn và bảo mật, điều quan trọng là các quốc gia phải có các đặc tính trong nước quản trị tốt sẽ khuyến khích các hoạt động và quản lý hạt nhân thích hợp:

Những đặc điểm này bao gồm mức độ tham nhũng thấp (để tránh các quan chức bán vật liệu và công nghệ vì lợi ích cá nhân của họ như đã xảy ra với mạng lưới buôn lậu AQ Khan ở Pakistan), mức độ ổn định chính trị cao (được Ngân hàng Thế giới định nghĩa là khả năng rằng chính phủ sẽ bị mất ổn định hoặc bị lật đổ bởi các biện pháp vi hiến hoặc bạo lực, bao gồm bạo động và khủng bố có động cơ chính trị-"), Điểm hiệu quả của chính phủ cao (thước đo tổng hợp của Ngân hàng Thế giới về chất lượng dịch vụ dân sự và mức độ độc lập khỏi áp lực chính trị [và] chất lượng xây dựng chính sách và thực thi chính sách), và mức độ mạnh mẽ của năng lực quản lý.